# Слончно
Слончно (пол. Słączno, нім. Schlenz) — село в Польщі, у гміні Мілич Мілицького повіту Нижньосілезького воєводства.
Населення — 516 осіб (2011).
У 1975-1998 роках село належало до Вроцлавського воєводства.

## Демографія
Демографічна структура станом на 31 березня 2011 року:
|          | Загалом | Допрацездатний вік | Працездатний вік | Постпрацездатний вік |
| -------- | ------- | ------------------ | ---------------- | -------------------- |
| Чоловіки | 256     | 49                 | 194              | 13                   |
| Жінки    | 260     | 67                 | 152              | 41                   |
| Разом    | 516     | 116                | 346              | 54                   |